# Indigofera cuitoensis
Indigofera cuitoensis är en ärtväxtart som beskrevs av Baker f. Indigofera cuitoensis ingår i släktet indigosläktet, och familjen ärtväxter. Inga underarter finns listade i Catalogue of Life.